# Kolonia Warszawska
Kolonia Warszawska – wieś w Polsce, w województwie mazowieckim, w powiecie piaseczyńskim, w gminie Lesznowola. Wieś wchodzi w skład sołectwa Jabłonowo.